# Knock on Any Door (serie televisiva)
Knock on Any Door è una serie televisiva antologica drammatica britannica prodotta dalla ATV e andata in onda per due stagioni e venti episodi sulla ITV dal 2 ottobre 1965 al 16 luglio 1966.

## Trama
Ideata e narrata da Ted Willis, la serie narra le storie quotidiane di vita vissuta che si possono celare dietro a ogni porta di casa: il titolo significa, letteralmente, "bussare a tutte le porte".

## Registi
I registi che diressero gli episodi furono nove: John Cooper con 5 episodi, Cecil Petty con 4 episodi, Graham Evans con 3 episodi, Quentin Lawrence con 2 episodi e Peter Collinson, Kevin Shine, Bill Stewart, John Nelson-Burton e Shaun O'Riordan con un episodio ciascuno.

## Sceneggiatori
Gli sceneggiatori furono diciassette: lo stesso Ted Willis con 6 episodi, Ronald Harwood ed Eric Paice con 2 episodi, Julian Bond, Eric Corner, Jacques Gillies, Ross Salmon, Tom Stoppard, Arden Winch, John Graham, Lewis Greifer, Richard Harris, Robert Holles, George Morton, Michael Pertwee, Hugh C. Rae e Bruce Stewart con un episodio ciascuno.

## Guest star
Tra le guest star che parteciparono alla serie, si segnalano Jane Asher, André Morell, Vernon Dobtcheff, Eileen Atkins, Fionnula Flanagan e un giovanissimo (all'epoca sconosciuto) Malcolm McDowell.
Tutti gli episodi della serie sono conservati negli archivi dell'emittente televisiva.

## Episodi
| Stagione         | Episodi | Prima TV UK |
| ---------------- | ------- | ----------- |
| Prima stagione   | 9       | 1965        |
| Seconda stagione | 11      | 1966        |